# 한국여자바둑리그
엠디엠 한국여자바둑리그는 한국기원이 주최ㆍ주관하는 바둑 여자 단체기전이다. 타이틀 스폰서는 종합부동산회사인 (주)엠디엠이 맡았고, 한국자산신탁(KAIT)이 협찬했으나, 2021년부터는 NH농협은행이 타이틀 스폰서를 맡는다.

## 상금
- 우승 상금은 5,500만원, 준우승 상금은 3,500만원, 3위 2,500만원, 4위, 1,500만원이다.
- 승자 100만원, 패자 30만원의 대국료가 별도로 지급된다.

## 대회규정
- 참가구단은 지역연고제를 택하며, 희망 연고지가 중복될 경우 리그참가 경력 순으로 연고를 결정한다. 리그참가 경력까지 같은 경우 협의 또는 추첨으로 결정한다. 서울과 경기는 2팀까지 연고지 중복을 허용한다.
- 팀당 3명의 주전 선수와 1명의 후보 선수로 구성된다.
- 주전선수 1명은 연고지에서 출생한 선수를 우선 지명으로 채울 수 있다. 단, 서울이 연고인 선수는 지역연고 선수제에서 제외된다. 또한 지역연고제 정착을 위해 각 팀은 주전 선수 중 2명 이상을 최소 2년간 보유해야 한다.
- 팀별로 국내외 선수 중 한명을 후보 선수로 보유할 수 있지만 의무사항은 아니다. 전반기 종료 후(7라운드 종료～8라운드 시작 전) 후보 선수 및 외국인선수 충원이 가능하다.
- 후보 선수로 외국인 선수 영입이 가능하고, 출전 및 경기 횟수에 제한을 받지 않는다.
- 주전 선수 트레이드와, 후보 선수 방출이 가능하다. 한 번 트레이드할 때 교환하는 선수의 수는 같아야 하며,  트레이드·방출·충원은 전반기 종료 후와 리그 종료 후에 각각 1회씩 총 2회에 걸쳐 할 수 있다.
- 정규리그는 총 56경기(168국)가 열려 포스트시즌에 진출할 상위 4개팀을 가린다.
- 정규리그는 3판 다승제[장고(각 1시간, 40초 초읽기 5회) 1국 + 속기(각 10분, 40초 초읽기 5회) 2국]의 8개팀 더블리그(14라운드)로 매주 목∼일(제1～2국 오후 6시 30분, 제3국 오후 8시 30분) 열리며 일부 경기는 통합 라운드로 진행된다.
- 정규리그 최종순위는 팀전적(승률)>>개인승수>>승자승>>동일팀간의 개인승수>>상위지명자 다승순.
- 포스트시즌에 오른 4팀은 준플레이오프 1번승부, 3판 2선승제(장고 한판, 속기 두판) 플레이오프, 챔피언결정전의 3번승부, 3판 2선승제(장고 한판, 속기 두판) 스텝레더 방식으로 최종 순위를 가린다.
- 2018시즌부터, 포스트시즌 진출팀이 5팀으로 늘었다. 4-5위 간 와일드결정전을 시작으로 준플레이오프전, 플레이오프전, 챔피언결정전 단계를 밟는다. 최대 두 경기를 치르는 와일드카드결정전은 4위팀이 어드밴티지를 받아 1승 또는 1무를 거두면 준플레이오프전에 진출한다(5위팀은 두 경기를 모두 이겨야 진출).

## 대회결과

### 역대 우승팀
(선수는 지명 순으로 나열)
| 회차 | 연도   | 팀이름            | 연고지 | 감독   | 선수                                     | MVP    | 다승상                          |
| ---- | ------ | ----------------- | ------ | ------ | ---------------------------------------- | ------ | ------------------------------- |
| 1    | 2015년 | 인제 하늘내린     | 인제   | 현미진 | 오유진 · 박태희 · 이영주 · 헤이자자      | 오유진 | 오유진                          |
| 2    | 2016년 | 서울 부광탁스     | 서울   | 권효진 | 최정 · 김신영 · 김나현 · 위즈잉          | 최정   | 최정                            |
| 3    | 2017년 | 포항 포스코켐텍   | 포항   | 이영신 | 김채영 · 조혜연 · 강다정 · 리허          | 김채영 | 김채영 • 최정                   |
| 4    | 2018년 | 충남 SG골프       | 충남   | 이용찬 | 최정 · 송혜령 · 김신영 · 루이나이웨이    | 최정   | 최정                            |
| 5    | 2019년 | 부안 곰소소금     | 부안   | 김효정 | 오유진 · 허서현 · 이유진 · 후지사와 리나 | 오유진 | 김채영 • 조승아 • 조혜연 • 최정 |
| 6    | 2020년 | 보령 머드         | 보령   | 문도원 | 최정 · 강다정 · 김경은 · 박소율          | 최정   | 최정                            |
| 7    | 2021년 | 삼척 해상케이블카 | 삼척   | 이다혜 | 김채영 · 조혜연 · 김은선 · 김수진        | 최정   | 최정                            |
| 8    | 2022년 | 서귀포 칠십리     | 서귀포 | 김혜림 | 조승아 · 이민진 · 김윤영 · 유주현        | 조승아 | 조승아 • 최정                   |
| ９   | 2023년 | H2 DREAM 삼척     | 삼척   | 이다혜 | 김채영 · 조혜연 · 김은선 · 김수진        | 김경은 | 김은지                          |
| 10   | 2024년 | 보령 머드         | 보령   | 김미리 | 김민서 · 김다영 · 이슬주 · 이서영        | 김다영 | 김은지                          |

### 2015 정규리그 최종순위
(선수는 지명 순으로 나열)
| 순위 | 팀이름          | 연고지 | 감독       | 선수                                    | 외국인/후보      | 승  | 패  | 승률 | 개인승수 |
| ---- | --------------- | ------ | ---------- | --------------------------------------- | ---------------- | --- | --- | ---- | -------- |
| 1    | 부산 삼미건설   | 부산   | 윤영민 3단 | 박지은 9단 · 박지연 3단 · 박소현 3단    | 강다정 초단      | 7승 | 5패 | 58%  | 21       |
| 2    | 포항 포스코켐텍 | 포항   | 이영신 5단 | 김채영 2단 · 조혜연 9단 · 김은선 4단    | 왕천싱 5단       | 7승 | 5패 | 58%  | 19       |
| 3    | 인제 하늘내린   | 인제   | 현미진 5단 | 오유진 초단 · 박태희 초단 · 이영주 초단 | 헤이자자 6단     | 7승 | 5패 | 58%  | 19       |
| 4    | 경주 이사금     | 경주   | 이정원 3단 | 김윤영 4단 · 송혜령 초단 · 이민진 7단   | 루이나이웨이 9단 | 6승 | 6패 | 50%  | 19       |
| 5    | 서귀포 칠십리   | 서귀포 | 하호정 4단 | 오정아 2단 · 김미리 3단 · 문도원 3단    |                  | 6승 | 6패 | 50%  | 18       |
| 6    | 부안 곰소소금   | 부안   | 강승희 2단 | 김혜민 7단 · 김혜림 2단 · 이유진 초단   |                  | 5승 | 7패 | 42%  | 16       |
| 7    | 서울 부광탁스   | 서울   | 권효진 6단 | 최정 5단 · 김신영 초단 · 김나현 초단    | 위즈잉 4단       | 4승 | 8패 | 33%  | 15       |

1회 대회는 정규시즌 3위까지 포스트시즌에 진출하며, 3팀은 플레이오프, 챔피언결정전의 3판 2선승제 스텝레더 방식으로 최종 순위를 가린다.

### 2016 정규리그 최종순위
(선수는 지명 순으로 나열)
| 순위 | 팀이름          | 연고지 | 감독       | 선수                                   | 외국인/후보       | 승   | 패   | 승률  | 개인승수 |
| ---- | --------------- | ------ | ---------- | -------------------------------------- | ----------------- | ---- | ---- | ----- | -------- |
| 1    | 서울 부광탁스   | 서울   | 권효진 6단 | 최정 6단 · 김신영 초단 · 김나현 2단    | 위즈잉 5단        | 11승 | 3패  | 78.5% | 30       |
| 2    | 포항 포스코켐텍 | 포항   | 이영신 5단 | 김채영 2단 · 조혜연 9단 · 김은선 4단   | 왕천싱 5단        | 10승 | 4패  | 71.4% | 26       |
| 3    | 인제 하늘내린   | 인제   | 현미진 5단 | 오유진 2단 · 박태희 초단 · 이영주 초단 | 후지사와 리나 3단 | 9승  | 5패  | 64.2% | 23       |
| 4    | 경기 SG골프     | 경기   | 윤영민 3단 | 박지은 9단 · 송혜령 초단 · 강다정 초단 | 루이나이웨이 9단  | 7승  | 7패  | 50%   | 22       |
| 5    | 여수 거북선     | 여수   | 강승희 3단 | 이슬아 4단 · 김다영 초단 · 이민진 7단  | 백지희 2단        | 6승  | 8패  | 42.8% | 18       |
| 6    | 경기 호반건설   | 경기   | 이다혜 4단 | 박지연 4단 · 김윤영 4단 · 권주리 초단  | 셰이민 6단        | 5승  | 9패  | 35.7% | 18       |
| 7    | 부안 곰소소금   | 부안   | 김효정 3단 | 김헤민 7단 · 김혜림 2단 · 이유진 초단  | 리허 5단          | 5승  | 9패  | 35.7% | 17       |
| 8    | 서귀포 칠십리   | 서귀포 | 하호정 4단 | 오정아 2단 · 김미리 3단 · 문도원 3단   | 박소현 3단        | 3승  | 11패 | 21.4% | 14       |

### 2017 정규리그 최종순위
(선수는 지명 순으로 나열)
| 순위 | 팀이름          | 연고지 | 감독       | 선수                                   | 외국인/후보       | 승   | 패   | 승률  | 개인승수 |
| ---- | --------------- | ------ | ---------- | -------------------------------------- | ----------------- | ---- | ---- | ----- | -------- |
| 1    | 포항 포스코켐텍 | 포항   | 이영신 5단 | 김채영 3단 · 조혜연 9단 · 강다정 초단  | 리허 5단          | 11승 | 3패  | 78.5% | 29       |
| 2    | 여수 거북선     | 여수   | 백지희 2단 | 김다영 초단 · 이슬아 4단 · 이민진 7단  | 김혜림 2단        | 9승  | 5패  | 64.2% | 23.5     |
| 3    | 서울 부광약품   | 서울   | 권효진 6단 | 최정 7단 · 문도원 3단 · 김미리 3단     | 쑹룽후이 5단      | 9승  | 5패  | 64.2% | 22       |
| 4    | 경기 호반건설   | 경기   | 이다혜 4단 | 박지연 4단 · 김윤영 4단 · 권주리 초단  | 차오유인 3단      | 8승  | 6패  | 57.1% | 20       |
| 5    | 부안 곰소소금   | 부안   | 김효정 3단 | 김헤민 8단 · 이유진 초단 · 김은선 5단  | 뉴에이코 초단     | 6승  | 8패  | 42.8% | 18       |
| 6    | 충남 SG골프     | 충남   | 윤영민 3단 | 박지은 9단 · 송혜령 2단 · 김신영 초단  | 루이나이웨이 9단  | 5승  | 9패  | 35.7% | 21       |
| 7    | 인제 하늘내린   | 인제   | 현미진 5단 | 오유진 5단 · 박태희 초단 · 이영주 2단  | 후지사와 리나 3단 | 5승  | 9패  | 35.7% | 17.5     |
| 8    | 서귀포 칠십리   | 서귀포 | 이지현 4단 | 오정아 3단 · 조승아 초단 · 장혜령 초단 | 위리쥔 초댠       | 3승  | 11패 | 21.4% | 17       |

### 2018 정규리그 최종순위
(선수는 지명 순으로 나열)
| 순위 | 팀이름          | 연고지 | 감독       | 선수                                   | 외국인/후보       | 승   | 패   | 승률  | 개인승수 |
| ---- | --------------- | ------ | ---------- | -------------------------------------- | ----------------- | ---- | ---- | ----- | -------- |
| 1    | 여수 거북선     | 여수   | 이현욱 8단 | 김다영 3단 · 이슬아 4단 · 이민진 8단   |                   | 13승 | 3패  | 81.3% | 30       |
| 2    | 충남 SG골프     | 충남   | 이용찬 7단 | 최정 9단 · 송혜령 2단 · 김신영 초단    | 루이나이웨이 9단  | 10승 | 6패  | 63.5% | 30       |
| 3    | 포항 포스코켐텍 | 포항   | 이영신 5단 | 박태희 2단 · 조혜연 9단 · 강다정 초단  | 왕천싱 5단        | 9승  | 7패  | 56.3% | 26       |
| 4    | 서울 바둑의품격 | 서울   | 송태곤 9단 | 박지연 5단 · 강지수 초단 · 이영주 2단  | 헤이자자 7단      | 9승  | 7패  | 56.3% | 24       |
| 5    | 서울 부광약품   | 서울   | 권효진 6단 | 김채영 3단 · 권주리 초단 · 장혜령 초단 | 루민취안 3단      | 9승  | 7패  | 56.3% | 23       |
| 6    | 서귀포 칠십리   | 서귀포 | 이지현 4단 | 오정아 3단 · 조승아 초단 · 김경은 초단 | 김수진 5단        | 6승  | 10패 | 37.5% | 23       |
| 7    | 인제 하늘내린   | 인제   | 최명훈 9단 | 박지은 9단 · 김미리 3단 · 이유진 초단  | 가오싱 4단        | 6승  | 10패 | 37.5% | 22       |
| 8    | 부안 곰소소금   | 부안   | 김효정 3단 | 오유진 5단 · 허서현 초단 · 김민정 초단 | 후지사와 리나 3단 | 6승  | 10패 | 37.5% | 21       |
| 9    | 경기 호반건설   | 경기   | 이다혜 4단 | 김혜민 8단 · 김은선 4단 · 문도원 3단   | 판양 초단         | 4승  | 12패 | 25.0% | 17       |

### 2019 정규리그 최종순위
(선수는 지명 순으로 나열)
| 순위 | 팀이름            | 연고지 | 감독        | 선수                                   | 외국인/후보       | 승   | 패   | 승률  | 개인승수 |
| ---- | ----------------- | ------ | ----------- | -------------------------------------- | ----------------- | ---- | ---- | ----- | -------- |
| 1    | 부안 곰소소금     | 부안   | 김효정 3단  | 오유진 6단 · 허서현 초단 · 이유진 2단  | 후지사와 리나 4단 | 10승 | 4패  | 71.4% | 23       |
| 2    | 서귀포 칠십리     | 서귀포 | 이지현 4단  | 오정아 4단 · 조승아 2단 · 김경은 초단  | 김수진 5단        | 8승  | 6패  | 57.1% | 24       |
| 3    | 서울 사이버오로   | 서울   | 문도원 3단  | 최정 9단 · 강다정 2단 · 차주혜 초단    | 장혜령 초단       | 8승  | 6패  | 57.1% | 23       |
| 4    | 포항 포스코케미칼 | 포항   | 이영신 5단  | 조혜연 9단 · 강지수 초단 · 김제나 초단 | 왕천싱 5단        | 8승  | 6패  | 57.1% | 22       |
| 5    | 서울 EDGC         | 서울   | 조연우 초단 | 김혜민 9단 · 이민진 8단 · 권주리 2단   | 가오싱 4단        | 7승  | 7패  | 50.0% | 23       |
| 6    | 인제 하늘내린     | 인제   | 유병용 5단  | 김미리 4단 · 송혜령 2단 · 정연우 초단  | 이단비 초단       | 6승  | 8패  | 42.9% | 17       |
| 7    | 서울 부광약품     | 서울   | 권효진 6단  | 김채영 5단 · 이도현 초단 · 김신영 2단  | 루이나이웨이 9단  | 5승  | 9패  | 35.7% | 19       |
| 8    | 여수 거북선       | 여수   | 이현욱 8단  | 김다영 3단 · 이영주 3단 · 김상인 초단  | 김은선 5단        | 4승  | 10패 | 28.6% | 17       |

### 2020 정규리그 최종순위
(선수는 지명 순으로 나열)
| 순위 | 팀이름            | 연고지 | 감독        | 선수                                  | 외국인/후보 | 승  | 패  | 승률  | 개인승수 |
| ---- | ----------------- | ------ | ----------- | ------------------------------------- | ----------- | --- | --- | ----- | -------- |
| 1    | 보령 머드         | 보령   | 문도원 3단  | 최정 9단 · 강다정 2단 · 김경은 초단   | 박소율 초단 | 8승 | 6패 | 57.1% | 23       |
| 2    | 여수 거북선       | 여수   | 이현욱 8단  | 김혜민 9단 · 송혜령 3단 · 이영주 3단  | 김노경 초단 | 8승 | 6패 | 57.1% | 22       |
| 3    | 포항 포스코케미칼 | 포항   | 이영신 5단  | 박지은 9단 · 김다영 3단 · 권주리 2단  | 도은교 초단 | 8승 | 6패 | 57.1% | 21       |
| 4    | 부안 곰소소금     | 부안   | 김효정 3단  | 오유진 7단 · 허서현 2단 · 이유진 2단  | 김상인 초단 | 7승 | 7패 | 50.0% | 21       |
| 5    | 삼척 해상케이블카 | 삼척   | 이용찬 7단  | 조혜연 9단 · 김은지 초단 · 이민진 8단 | 유주현 초단 | 7승 | 7패 | 50.0% | 21       |
| 6    | 인천 EDGC         | 인천   | 조연우 초단 | 조승아 3단 · 박태희 2단 · 강지수 초단 | 김은선 5단  | 7승 | 7패 | 50.0% | 19       |
| 7    | 서울 부광약품     | 서울   | 권효진 6단  | 김채영 6단 · 김미리 4단 · 장혜령 초단 | 정유진 초단 | 6승 | 8패 | 42.9% | 20       |
| 8    | 서귀포 칠십리     | 서귀포 | 이지현 4단  | 오정아 4단 · 박지연 5단 · 이도현 초단 | 김수진 5단  | 5승 | 9패 | 35.7% | 21       |

부안 곰소소금과 삼척 해상케이블카는 승률과 개인승수에서 동률을 기록했으나, 부안 곰소소금이 승자승에서 우위를 기록하며(2승) 4위로 포스트 시즌에 진출했다.

### 2021 정규리그 최종순위
(선수는 지명 순으로 나열)
| 순위 | 팀이름            | 연고지 | 감독       | 선수                                  | 외국인/후보 | 승   | 패   | 승률  | 개인승수 |
| ---- | ----------------- | ------ | ---------- | ------------------------------------- | ----------- | ---- | ---- | ----- | -------- |
| 1    | 삼척 해상케이블카 | 삼척   | 이다혜 5단 | 김채영 6단 · 조혜연 9단 · 김은선 5단  | 김수진 5단  | 10승 | 4패  | 71.4% | 25       |
| 2    | 서귀포 칠십리     | 서귀포 | 김혜림 3단 | 조승아 4단 · 이민진 8단 · 이유진 2단  | 정연우 초단 | 9승  | 5패  | 64.3% | 25       |
| 3    | 보령 머드         | 보령   | 문도원 3단 | 최정 9단 · 강다정 3단 · 김경은 2단    | 박소율 2단  | 9승  | 5패  | 64.3% | 25       |
| 4    | 서울 부광약품     | 서울   | 권효진 7단 | 허서현 2단 · 박지연 5단 · 정유진 초단 | 이단비 초단 | 8승  | 6패  | 57.1% | 21       |
| 5    | 순천만국가정원    | 순천   | 양건 9단   | 오유진 7단 · 박태희 3단 · 장혜령 2단  | 김상인 2단  | 6승  | 8패  | 42.9% | 21       |
| 6    | 섬섬여수          | 여수   | 이현욱 9단 | 김혜민 9단 · 이영주 3단 · 김노경 초단 | 김민정 초단 | 6승  | 8패  | 42.9% | 20       |
| 7    | 포항 포스코케미칼 | 포항   | 이정원 3단 | 권주리 3단 · 김미리 4단 · 유주현 초단 | 박지영 초단 | 5승  | 9패  | 35.7% | 15       |
| 8    | 부안 새만금잼버리 | 부안   | 김효정 3단 | 김다영 4단 · 이도현 2단 · 강지수 2단  | 차주혜 초단 | 3승  | 11패 | 21.4% | 16       |

서귀포 칠십리와 보령머드는 다승과 개인승수에서 동률을 기록했지만, 승자승에서 서귀포가 앞서며(2승) 2위를 기록했다.

### 2022 정규리그 최종순위
(선수는 지명 순으로 나열)
| 순위 | 팀이름            | 연고지 | 감독       | 선수                                  | 외국인/후보 | 승   | 패   | 승률  | 개인승수 |
| ---- | ----------------- | ------ | ---------- | ------------------------------------- | ----------- | ---- | ---- | ----- | -------- |
| 1    | 서귀포 칠십리     | 서귀포 | 김혜림 3단 | 조승아 5단 · 이민진 8단 · 김윤영 5단  | 유주현 2단  | 11승 | 3패  | 78.6% | 27       |
| 2    | 순천만국가정원    | 순천   | 이상헌 5단 | 오유진 9단 · 이영주 4단 · 이도현 3단  | 박태희 3단  | 9승  | 5패  | 64.3% | 25       |
| 3    | 삼척해상케이블카  | 삼척   | 이다혜 5단 | 김채영 7단 · 조혜연 9단 · 김은선 6단  | 김수진 6단  | 9승  | 5패  | 64.3% | 23       |
| 4    | 부안 새만금잼버리 | 부안   | 김효정 3단 | 김효영 2단 · 김민서 2단 · 김다영 4단  | 권주리 3단  | 8승  | 6패  | 57.1% | 23       |
| 5    | 보령 머드         | 보령   | 문도원 3단 | 최정 9단 · 강다정 3단 · 김경은 3단    | 박소율 3단  | 7승  | 7패  | 50.0% | 23       |
| 6    | 포항 포스코케미칼 | 포항   | 이정원 3단 | 오정아 5단 · 김미리 5단 · 고미소 초단 | 김선빈 2단  | 6승  | 8패  | 42.9% | 17       |
| 7    | 서울 부광약품     | 서울   | 권효진 7단 | 허서현 3단 · 박지연 6단 · 정유진 3단  | 이유진 2단  | 5승  | 9패  | 35.7% | 17       |
| 8    | 섬섬여수          | 여수   | 이현욱 9단 | 김은지 3단 · 이슬주 초단 · 김노경 2단 | 김상인 3단  | 1승  | 13패 | 7.1%  | 13       |

### 2023 정규리그 최종순위
(선수는 지명 순으로 나열)
| 순위 | 팀이름            | 연고지     | 감독       | 선수                                 | 외국인/후보         | 승   | 패   | 승률  | 개인승수 |
| ---- | ----------------- | ---------- | ---------- | ------------------------------------ | ------------------- | ---- | ---- | ----- | -------- |
| 1    | H2 DREAM 삼척     | 삼척시     | 이다혜 5단 | 김채영 8단 · 조혜연 9단 · 김은선 6단 | 김수진 6단          | 10승 | 4패  | 71.4% | 26       |
| 2    | 포항 포스코퓨처엠 | 포항시     | 이정원 3단 | 김혜민 9단 · 김경은 4단 · 박태희 3단 | 김선빈 2단          | 9승  | 5패  | 64.3% | 23       |
| 3    | 서귀포 칠십리     | 서귀포시   | 김혜림 3단 | 조승아 6단 · 이민진 8단 · 이서영 1단 | 유주현 2단          | 8승  | 6패  | 57.1% | 20       |
| 4    | 서울 부광약품     | 서울특별시 | 권효진 7단 | 허서현 4단 · 정유진 4단 · 김상인 3단 | 우이밍 5단          | 7승  | 7패  | 50.0% | 21       |
| 5    | 여수세계섬박람회  | 여수시     | 이현욱 9단 | 김은지 8단 · 이슬주 2단 · 강다정 3단 | 이나경 1단          | 7승  | 7패  | 50.0% | 20       |
| 6    | 순천만국가정원    | 순천시     | 이상헌 5단 | 오유진 9단 · 이영주 4단 · 이도현 3단 | 나카무라 스미레 3단 | 6승  | 8패  | 42.9% | 21       |
| 7    | 부안 붉은노을     | 부안군     | 김효정 3단 | 김주아 3단 · 김민서 3단 · 김다영 5단 | 후지사와 리나 6단   | 6승  | 8패  | 42.9% | 21       |
| 8    | 보령 머드         | 보령시     | 김미리 5단 | 최정 9단 · 박소율 3단 · 고미소 1단   | 김희수 1단          | 3승  | 11패 | 21.4% | 16       |

순천만국가정원과 부안 붉은노을은 다승과 개인승수, 승자승, 해당팀간 개인승수에서 동률을 기록했지만, 상위지명 다승에서 순천만국가정원이（오유진 8승, 김주아 5승) 앞서며 6위를 기록했다.

### 2024 정규리그 최종순위
(선수는 지명 순으로 나열)
| 순위 | 팀이름                | 연고지     | 감독       | 선수                                 | 외국인/후보  | 승   | 패   | 승률  | 개인승수 |
| ---- | --------------------- | ---------- | ---------- | ------------------------------------ | ------------ | ---- | ---- | ----- | -------- |
| 1    | 평택 브레인시티       | 평택시     | 안형준 5단 | 스미레 3단 · 김주아 3단 · 고미소 2단 | 리샤오시 5단 | 11승 | 3패  | 78.6% | 28       |
| 2    | 보령 머드             | 보령시     | 김미리 5단 | 김민서 4단 · 김다영 5단 · 이슬주 3단 | 이서영 1단   | 10승 | 4패  | 71.4% | 22       |
| 3    | H2 DREAM 삼척         | 삼척시     | 이다혜 5단 | 허서현 4단 · 정유진 4단 · 김은선 6단 | 리허 5단     | 9승  | 5패  | 64.3% | 25       |
| 4    | 부안 붉은노을         | 부안군     | 김효정 3단 | 오유진 9단 · 박소율 4단 · 강다정 3단 | 유주현 2단   | 8승  | 6패  | 57.1% | 23       |
| 5    | 여수세계섬박람회      | 여수시     | 이현욱 9단 | 김은지 9단 · 조혜연 9단 · 김수진 6단 | 이나경 2단   | 7승  | 7패  | 50%   | 22       |
| 6    | 포항 포스코퓨처엠     | 포항시     | 이정원 3단 | 김혜민 9단 · 김경은 4단 · 박태희 3단 | 이정은 1단   | 7승  | 7패  | 50%   | 22       |
| 7    | 서울 부광약품         | 서울특별시 | 권효진 8단 | 김채영 9단 · 최서비 1단 · 이나현 1단 | 백여정 1단   | 3승  | 11패 | 21.4% | 15       |
| 8    | 철원한탄강 주상절리길 | 철원군     | 김혜림 3단 | 조승아 7단 · 오정아 5단 · 김상인 3단 | 윤라은 1단   | 1승  | 13패 | 7.1%  | 11       |

여수세계섬박람회와 포항 포스코퓨처엠은 다승과 개인승수, 승자승, 해당팀간 개인승수에서 동률을 기록했지만, 상위지명 다승에서 여수세계섬박람회가 (김은지 13승, 김혜민 7승) 앞서며 5위를 기록했다.